# Martha Colburn
Martha Colburn és una artista i cineasta nord-americana que viu entre la seva Pennsilvània natal als Estats Units i Amsterdam als Països Baixos, tot i que gran part del temps el passa viatjant per a presentar els seus treballs.
Va estudiar art a l'Institute College of Art de Maryland (EUA) i a la Rijksakademie Van Beeldende Kunst (Royal Academy of Art) dels Països Baixos. Cineasta autodidacta, el 1994 comença a realitzar peces de metratge apropiat i super-8 i des de llavors ha produït més de seixanta pel·lícules que s'han projectat en importants centres d'art i festivals i que formen part de col·leccions com la del MoMA de Nova York. En museus i galeries exposa habitualment elements de les seves pel·lícules amb projeccions de diapositives i murals per generar instal·lacions. Ha impartit tallers d'animació arreu d'Europa, Amèrica i la Xina. Ha realitzat també videoclips per a músics i bandes com Deerhoof, Laura Ortman, Rita Braga, Sean Lennon, Felix Kubin i molts altres. Amb el seu propi grup de música, The Dramatics, ha llençat sis discs. També va contribuir amb les seves animacions al documental The Devil and Daniel Johnston, sobre el músic Daniel Johnston.